# Helmut Thielicke

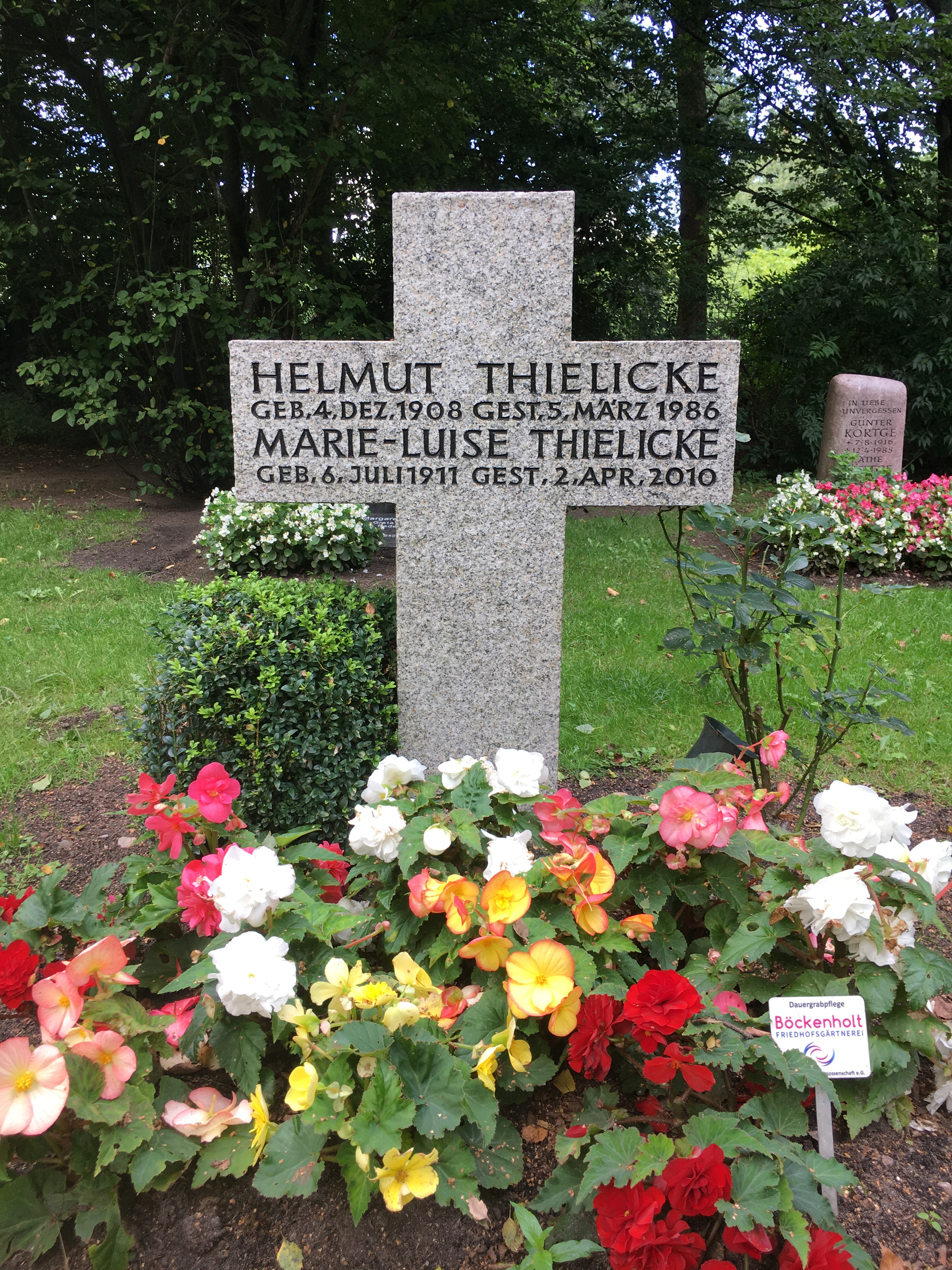

Helmut Thielicke (ur. 4 grudnia 1908, zm. 5 marca 1986 w Hamburgu) – niemiecki teolog i duchowny luterański, rektor Uniwersytetu Hamburskiego w latach 1960-1978. Uznawany za teologa ewangelikalnego.

## Życiorys
Ukończył studia na uniwersytecie w Erlangen. Od 1936 wykładał teologię systematyczną na Uniwersytecie Heidelberskim. W okresie III Rzeszy był związany z Kościołem Wyznającym, za co w 1940 pozbawiono go stanowiska uniwersyteckiego. Po II wojnie światowej był profesorem na uniwersytecie w Tybindze i jego rektorem w 1951. Działał także jako przedstawiciel władz RFN w zakresie odnowy życia akademickiego w tym kraju. Od 1954 był dziekanem-założycielem Wydziału Teologicznego Uniwersytetu Hamburskiego i równocześnie pastorem w kościele św. Michała w Hamburgu. W 1960 został wybrany rektorem tego uniwersytetu, którą to funkcję pełnił nieprzerwanie przez 18 lat.

## Główne publikacje
- Theologische Ethik (1958-1964)
- Wie die Welt begann (1960)
- Auf von geistlichen Reden – Begegnung mit Spurgeon (1961)
- Der Evangelische Glaube (1968-1978)
- Leben mit dem Tod (1980); przekład polski: Życie ze śmiercią (Warszawa 2002)
- Das Schweigen Gottes – Glauben im Ernstfall (1988).

## Literatura
- C. George Fry, Helmut Thielicke, [w:] Handbook of Evangelical Theologians, red. Walter A. Elwell, Grand Rapids Mich. 1993 ISBN 0-8010-3212-1 s. 219-233.